# Missing : Disparition inquiétante
 (mai 2023).
Si vous disposez d'ouvrages ou d'articles de référence ou si vous connaissez des sites web de qualité traitant du thème abordé ici, merci de compléter l'article en donnant les références utiles à sa vérifiabilité et en les liant à la section « Notes et références ».
Pour les articles homonymes, voir Missing.
Série
Searching : Portée disparue
(2018)
Pour plus de détails, voir Fiche technique et Distribution.
Missing : Disparition inquiétante ou Disparue au Québec (Missing) est un thriller dramatique américain réalisé par Will Merrick et Nicholas D. Johnson et sorti en 2023. Il fait suite à Searching : Portée disparue (Searching).

## Synopsis
L'adolescente June Allen vit dans une banlieue de Los Angeles avec sa mère célibataire, Grace. Cette dernière vient d'entamer une relation avec Kevin, qu'elle a connu sur un site de rencontres. Un jour, lorsque sa mère disparaît au cours d'un voyage en Colombie avec Kevin et malgré les milliers de kilomètres qui les séparent, June met tout en œuvre pour la retrouver en utilisant les moyens technologiques qu'elle a à sa disposition. Au cours de son enquête, la jeune femme découvre au fur et à mesure que Grace cache des secrets.

## Fiche technique
- Titre original : Missing
- Titre français : Missing : Disparition inquiétante
- Réalisation : Will Merrick et Nicholas D. Johnson
- Scénario : Aneesh Chaganty, Sev Ohanian, Nicolas D. Johnson et Will Merrick
- Musique : Julian Scherle
- Photographie : Steven Holleran
- Montage : Austin Keeling
- Décors : Jennifer Herrig et Kelly Fallon
- Costumes : Lindsay Monahan
- Production : Natalie Qasabian, Sev Ohanian, Aneesh Chaganty, Timur Bekmambetov et Adam Sidman
- Coproduction : Congyu E
- Production déléguée : Jo Herniquez et Alexander Zahn
- Société de production : Stage 6 Films (en)
- Société de distribution : Sony Pictures Releasing France
- Pays de production :  États-Unis
- Langue originale : anglais
- Format : couleur — 2,35:1
- Genre : thriller dramatique, screenlife
- Durée : 111 minutes
- Dates de sortie :
  - États-Unis et Canada : 20 janvier 2023
  - France et Belgique : 22 février 2023

## Distribution
- Storm Reid (VF : Jaynélia Coadou ; VQ : Ludivine Reding) : June
- Nia Long (VF : Déborah Claude ; VQ : Sofia Blondin) : Grace Allen
- Megan Suri (en) (VQ : Estelle Fournier) : Veena
- Ken Leung (VF : Laurent Morteau ; VQ : Martin Boily) : Kevin Lin
- Joaquim de Almeida (VF : Enrique Carballido ; VQ : Manuel Tadros) : Javier Ramos
- Daniel Henney (VF : Anatole de Bodinat ; VQ : Philippe Martin) : agent Elijah Park
- Amy Landecker (VF : Audrey Sourdive ; VQ : Christine Bellier) : Heather
- Tim Griffin (VF : Laurent Maurel ; VQ : Paul Sarrasin) : James
- Thomas Barbusca : Cody
- Tracy Vilar (VF : Ana Piévic ; VQ : Marika Lhoumeau) : inspecteur Gomez